# Ruth (figure biblique)
Pour les articles homonymes, voir Ruth.
Ruth (en hébreu: רוּת) est un personnage biblique dont l'histoire est relatée dans le Livre de Ruth, qui est classé parmi les Ketouvim dans la tradition juive et parmi les Livres historiques chrétiens. Avec sa seconde union, après la mort de son premier époux, la figure de Ruth est celle d'une convertie qui s'attache aux valeurs du judaïsme et elle est l'arrière-grand-mère du roi David (voir Livre de Ruth 4,22).
Le livre de Ruth est lu lors de la fête juive de Chavouot.

## Récit biblique

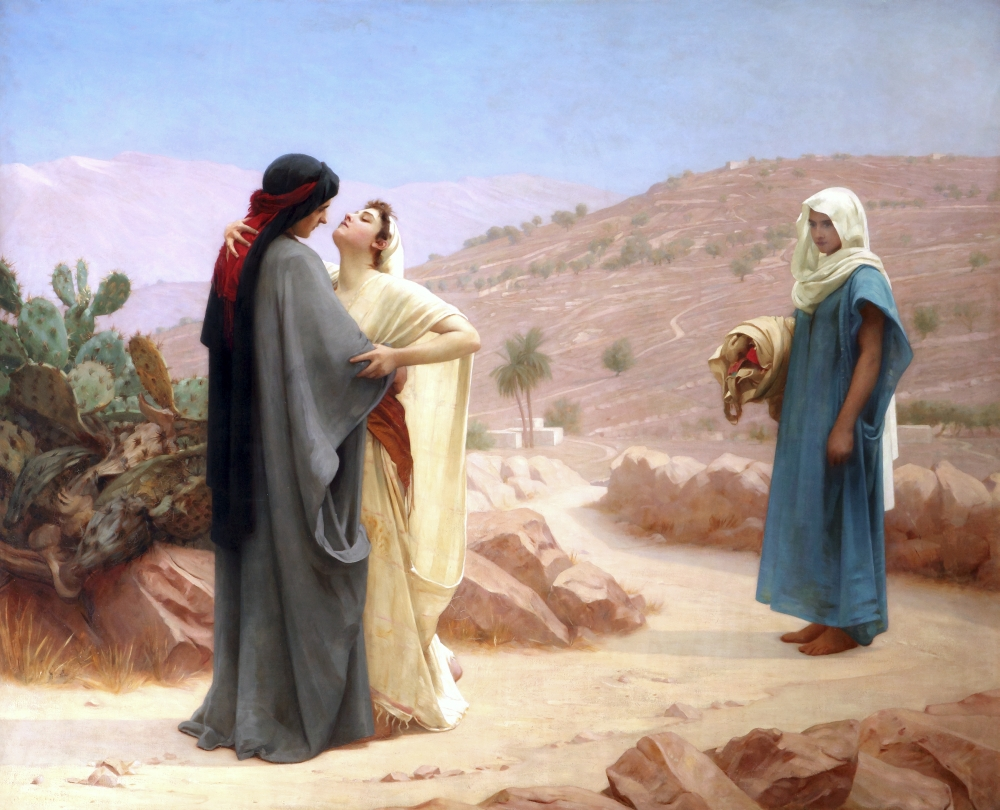
Ruth et Naomi, par Philip Hermogenes Calderon (1886).

Ruth est une Moabite et l’épouse de Mahlôn dont les parents, Elimélech et Naomi, se sont installés dans le pays de Moab pour fuir la famine en Judée. Le frère de Malhôn, Kilyôn, s’est également marié à une Moabite, Orpah (en).
Lorsque Elimélech, Mahlon et Kilion décèdent, Naomi décide de rentrer en Judée. Ruth accompagne sa belle-mère et elles s'installent pauvrement à Bethléem au moment des moissons. Elle ramasse des épis tombés pour sa belle-mère et fait la rencontre de Boaz, riche propriétaire terrien et parent d’Elimélech.
Suivant les conseils de Naomi, Ruth se rapproche de Boaz, qui est ému par sa bonté. Boaz obtiendra l’héritage d'Elimélech, après avoir sommé l’héritier direct d'exercer ses droits. L'héritier direct ayant refusé, Boaz épouse Ruth, qui lui donnera pour fils Obed, père de Jessé et grand-père du roi David.

## Dans les Évangiles
Son nom est mentionné dans la généalogie de Jésus se trouvant au début de l'Évangile selon Matthieu (Mt 1:1-17), au verset 5. Avec Tamar, Rahab (la prostituée) et Bethsabée la « femme d'Urie », Ruth est une des quatre femmes mentionnées dans la généalogie de Jésus, les quatre cas soulignant la présence d'étrangers et même parfois le caractère irrégulier de certaines unions parmi les ancêtres de Jésus. Il s'agit là de manifester que le plan de Dieu passe par des médiations humaines[réf. nécessaire].
Il s’agit aussi de justifier une ascendance auprès du roi David qui est un des trois attributs du messie.

## Postérité

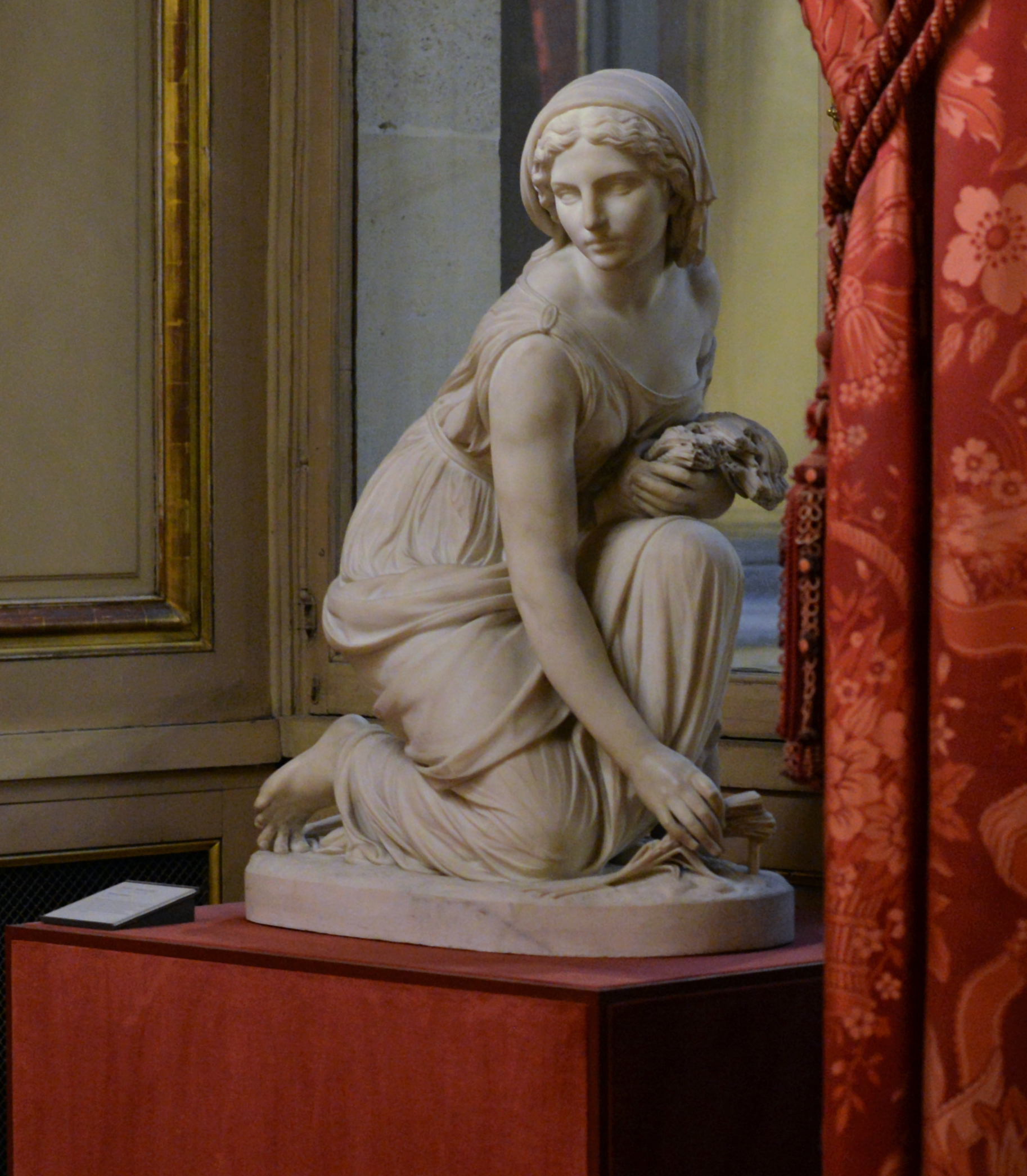
Ruth glanant, Hippolyte Bonnardel, Musée du Louvre.

- César Franck : Ruth, oratorio biblique en trois parties (1846), sur un poème d’Alexandre Guillemin.
- L'histoire de Ruth est évoquée par Victor Hugo dans un des plus célèbres poèmes de La Légende des siècles, « Booz endormi » (1859).
- Dans la peinture elle est représentée par Théodore Chassériau dans Ruth et Booz un tableau présenté au salon de 1837[2]
- Ruth figure parmi les 1 038 femmes référencées dans l'œuvre d’art contemporain The Dinner Party (1979) de Judy Chicago. Son nom y est associé à Judith[3],[4].
- L'Histoire de Ruth (The Story of Ruth) est un péplum américain réalisé par Henry Koster.
- Chester Brown adapte le livre de Ruth en bande dessinée dans son ouvrage Marie pleurait sur les pieds de Jésus[5].